# Algie, the Miner
Algie, the Miner (trad. Algie, o Mineiro) é um filme mudo americano de 1912, dirigido por Harry Schenck, Edward Warren, e Alice Guy, e estrelado por Billy Quirk. O personagem principal pode ser descrito como o primeiro protagonista queer do cinema.

## Sinopse
Neste filme de 10 minutos, Algernon "Algie" Allmore, um rapaz da cidade com hábitos peculiares que gosta de dar beijos em cowboys e se vestir diferente, é dado o período de um ano para provar que ele é o homem certo para se casar com a filha de Harry Lyons.

## Elenco
- Billy Quirk
- Mary Foy